# Nudo de molinero

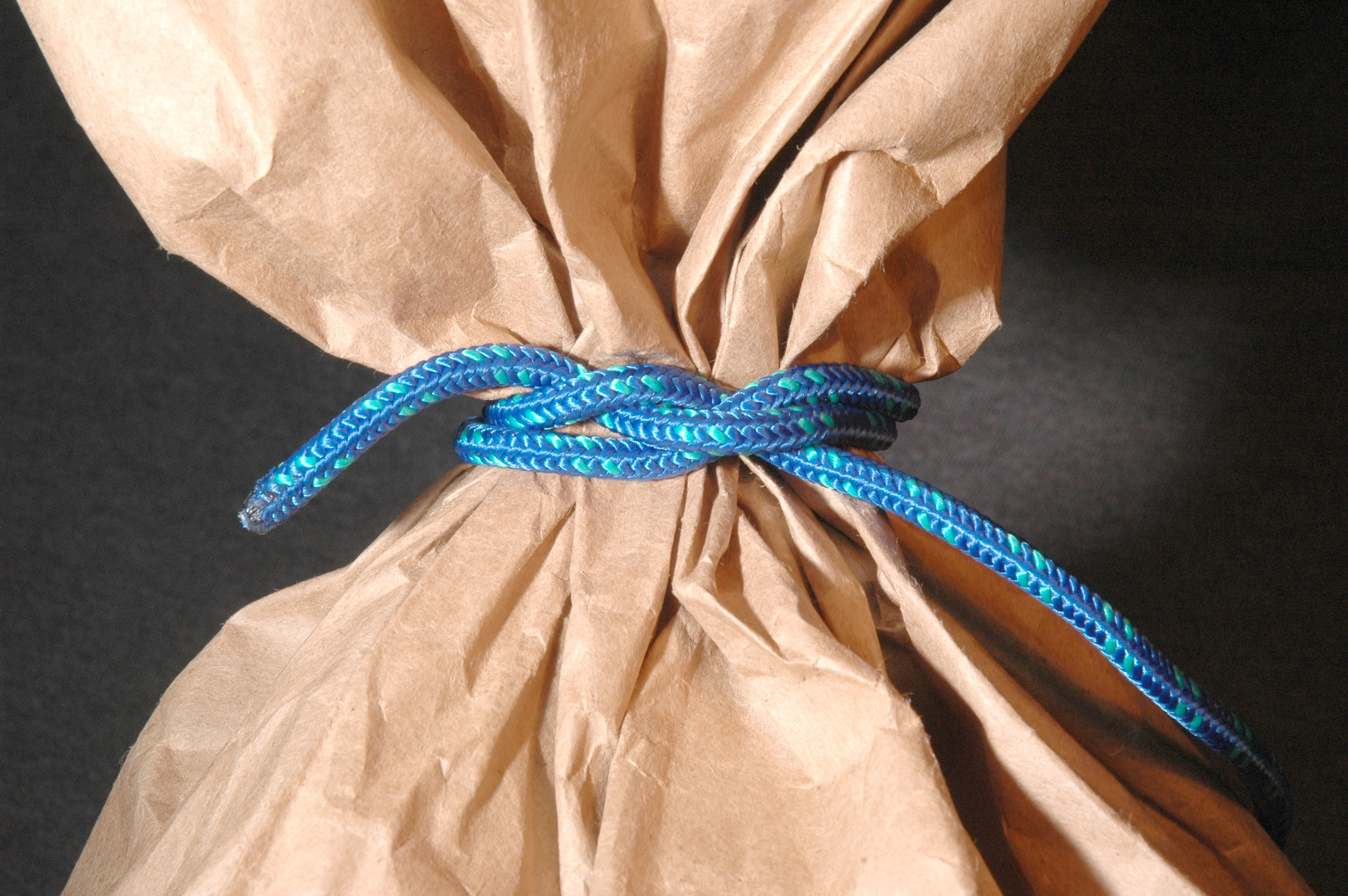
Nudo de Molinero en una bolsa de papel.

Un nudo de molinero (también nudo de saco o nudo de bolsa y Nudo constrictor) es un nudo de enlace utilizado para cerrar firmemente la apertura de un saco o bolsa. Históricamente, grandes bolsas contenían granos; de allí proviene la asociación de estos nudos con el comercio del molinero. Varios nudos son conocidos indistintamente por estos tres nombres.

## Variaciones
Como se señaló anteriormente, varios nudos distintos han sido conocidos históricamente como nudos de molinero, de bolsa, o de saco. Para evitar ambigüedades, estos nudos están indicados por números de referencia en The Ashley Book of Knots. Todos estos nudos pueden ser hechos en una forma deslizada completando con un pliegue final con un lazo en lugar de un final.